# Rejon nowomykołajiwski
Rejon nowomykołajiwski – jednostka administracyjna wchodząca w skład obwodu zaporoskiego Ukrainy.
Rejon utworzony w 1923, ma powierzchnię 915 km² i liczy około 18 tysięcy mieszkańców. Siedzibą władz rejonu jest Nowomykołajiwka.
Na terenie rejonu znajdują się 2 osiedlowe rady i 12 silskich rad, obejmujących w sumie 67 wsi i 1 osadę.